# Тавадзе, Мераб Шалвович
Мераб Шалвович Тавадзе (род. 9 июля 1942) — грузинский актёр и кинорежиссёр. Народный артист Грузинской ССР (1982).

## Биография
Мераб Тавадзе родился 9 июля 1942 в Тбилиси.
Окончил актёрский (1963) и режиссёрский (1979) факультеты Грузинского театрального института имени Ш. Руставели.
В 1963—1978 — актёр Грузинского театра имени Ш.Руставели (в 1967—1969 — Государственного театра имени К. Марджанишвили).
С 1978 — режиссёр киностудии «Грузия-фильм».

## Фильмография

### Актёрские работы
- 1962 — Морская тропа
- 1963 — Куклы смеются
- 1965 — Пьер — сотрудник милиции
- 1965 — Срок истекает на рассвете
- 1982 — Возвращение Баттерфляй — Джакомо Пуччини
- 1984 — Понедельник — день обычный — Гелашвили

### Режиссёрские работы
- 1979 — Пропасть
- 1982 — Молодыми остались навсегда (Я вернусь)
- 1987 — Браво, Альбер Лолиш!
- 1991 — Дорога
- 2001 — По винтовой лестнице

## Награды
- Народный артист Грузинской ССР (1982)[1].
- Заслуженный артист Грузинской ССР (1979)[1].
- Почётный гражданин Тбилиси (2017)[1].